# Borbe za Uskoplje
Borbe za Uskoplje bila je višemjesečna borba između HVO-a i Armije RBiH u Uskoplju i okolici.

## Tijek borbi
Dana 2. travnja 1992. u Uskoplju su izbile nesuglasice između HDZ-a i SDA-a oko prometnice
Uskoplje - Novi Travnik. Nakon što je 3. travnja napadnutom Kupresu poslana pomoć iz Bugojna, a na zapovijed Glavnog stožera iz Gruda, za njom je stigla i satnija iz Uskoplja.
Travnja 1992. u jeku su bile borbe za Kupres. Satnija iz Uskoplja brigade HVO Ante Bruno Bušić angažirana je na području općine Konjica, a kasnije i na području Bogojna kada zaustavlja srpski prodor iz Donjeg Vakufa i uspostavlja crtu obrane. Dana 25. svibnja 1992. Sefer Halilović postavljen je za zapovjednika Republičkog stožera Teritorijalne obrana BiH, pod čijim zapovjedništvo je transformirana u Armiju BiH, a uskoro je imenovan načelnikom Glavnog stožera Armije RBiH i članom krnjeg Ratnog predsjedništva RBiH.  
U lipnju 1992. godine izbijaju prvi incidenti između hrvatskih i bošnjačkih postrojbi u kojima je nekoliko poginulih i ranjenih vojnika na obje strane. Grad se podijelio dva dijela: hrvatski, koji se naziva Uskoplje, i na bošnjački dio, koji zadržava naziv Gornji Vakuf. Dok su „Bušići“ iz Uskoplja ratovali sa srpskom vojskom 20. lipnja u Uskoplju bošnjačke snage postavljaju punktove.[nedostaje izvor]
Kolovoza 1992. godine VRS pokušava za svoje ciljeve iskoristiti sukobe između Hrvata i Bošnjaka. S obližnjeg Vukovskog polja gađaju to područje topovima, a tenkovima sa Sivera. VRS izvodi jake napade i na grad, 23. rujna 1992. godine, te pričinio veliku štetu na gradskim zgradama. Srpski napad na neko je vrijeme odgodio podle namjere bošnjačkog vodstva: protjerati Hrvate, zauzeti komunikaciju Bugojno-Uskoplje-Prozor-Rama-Jablanica da bi došli do Mostara i onda krenuli na jug, prema Neumu. 
Još prije pada Jajca vodstvo ABiH je planiralo ofenzive protiv Hrvata u središnjoj Bosni. 
Londonska konferencija kojoj je predsjedao lord Carrington trajala je od 26. do 28. kolovoza 1992. Ženevska konferencija započela je početkom rujna i njom su predsjedali Cyrus Vance i David Owen. 
Malo je poznato u javnosti da je Ustavni sud BiH etnički očišćen tako što je sastavljen isključivo od Muslimana, s isključenim legalno izabranim hrvatskim i srpskim sucima. Prvo su Bošnjaci, mimo svih procedura smijenili i imenovali podobne im članove, nasilno zamijenili Srbe, a poslije Hrvate iz tog Suda. Ustavni sud BiH u takvom sastavu proglasio je 14. rujna 1992. (ili približno tog dana) oružane snage Herceg Bosne tj. HVO za neustavnu vojsku, a Herceg Bosnu neustavnim. Na toj sjednici na kojoj je donesena odluka o Herceg Bosni, hrvatski suci, nisu dobili pozivnicu niti je ikako s njima uspostavljen kontakt za sudjelovanje na sjednici. 
Dvije godine poslije, sličnu izjavu to je tijelo ponovilo post-washingtonskog 20. siječnja 1994. godine, nakon obnovljena hrvatsko-bošnjačkog savezništva. Premda ovo nije pravnog moguće, da isto tijelo dva puta donosi identičnu odluku, niti logično, pokazale su se i potvrdile namjere bošnjačkog vrha.
20. listopada 1992. stvorili su se vojni preduvjeti za agresiju na Hrvate jer je rastući broj vojno sposobnih muslimanskih izbjeglica pridošlih ovamo bio organiziran, naoružan i uvježban za ofenzivne operacije. Nikad nije objašnjeno zašto takav borbeni motiv nisu imali za braniti svoje domove od Srba. Mudžahedini, pripadnici ABiH i naoružani izbjeglice bili su ubacivani u ključna sela u skupinama od po tri, četiri čovjeka. Ubačeni ljudi skrivani su po muslimanskim domovima ili po džamijama. Potkraj 1992. ABiH rasporedila je veći broj svojih borbenih brigada na ključne točke duž dolina Lašve, Kozice i Lepenice u središnjoj Bosni.
Listopada i studenoga 1992. izvjesno je bilo da su Muslimani držali tri velike tvornice oružja. Pod oružjem su imali do 70 tisuća ljudi u Sarajevskoj i Tuzlanskoj oblasti. General HV Antun Tus primijetio je to, izjavivši na televiziji i da mu je nejasno bošnjačko nepoduzimanje većih operacije, nego je sve spalo na HVO. Tusove tvrdnje poslije je potvrdio general Stipetić svjedočenjem da sa strane Tuzlanskog korpusa u to vrijeme nisu ništa reagirali, premda je dogovorio s njima oslobodilačku operaciju gdje bi HV napravio mostobran i pošao ka Tuzli, a s tuzlanske strane trebao je poći napad na VRS koji uopće nije poduzet pa je prekinuo već započetu operaciju. Bošnjaci su masovno napuštali istočnu i središnju Bosnu. Kod Hrvata je to izazivalo srdžbu, jer je sav teret obrane pao na Hrvate, dok su bošnjački vojno sposobni muškarci odlazili dalje. Zbog toga je nakon nakon izvjesnog vremena napravljen filter gdje su propuštali dalje samo žene i djecu, a vojno sposobne muškarce zadržavali u detencijskim centrima. 
17. prosinca 1992. Narodna skupština Republike Srpske donijela je Deklaraciju o završetku rata u kojoj "zaključuje da je etničko-vjerski rat u bivšoj BiH za Republiku Srpsku završen i da je srpski narod obranio svoju samostalnu i suverenu državu – Republiku Srpsku". Susret s Karadžićem 15. siječnja 1993. pokazao je dublje razloge srpske odluke. Događaj je evidentni nastavak politike. Godinu i pol prije, prije osamostaljenja Hrvatske i Slovenije, 17. svibnja 1991. godine sastali su se srpsko i muslimansko vodstvo u BiH. Alija Izetbegović je ponudio Radovanu Karadžiću podjelu BiH na tom sastanku. Dva dana zatim Karadžić je izvijestio Slobodana Miloševića o prijedlogu.
Nerazumna agresivna politika vodstva ABiH ne može se ničim objasniti. S obzirom na situaciju na terenu, nije bilo nikakva razloga za napad. Hrvati su primili muslimanske izbjeglice, olakšavši muslimanskoj vojsci borbe protiv Srba bez straha za odmazdu nad njihovim obiteljima. Namjesto koncentriranja snaga ABiH za koncentrirani napad prema Donjem Vakufu, gdje je bojišnica prema agresorskoj Republici Srpskoj bila tek nekih desetak kilometara, ABiH je potrošila i raspršila snage za stvaranje nove, dotad nepostojeće crte bojišnice prema Hrvatima duge preko pedeset kilometara. Nepotrebni rat samo je zamorio dva dotadašnja saveznika i dao tako potrebni predah srpskom agresoru. 
Siječnja 1993. sročen je nelogični Vance-Owenov plan koji je honorirao agresiju, nacionalnu većinu jednog naroda stavio u većinsku jedinicu drugog naroda i obrnuto. Premda se nagađa da je sastavljen da bi izazvao sukobe,  kod ljudi dobre namjere to se ne bi dogodilo i nikakve podvale ne bi ih zavadile.
Muslimani su se u međuvremenu naoružali, i to u dobroj mjeri uz pomoć Hrvata. Napad na Uskoplje je bio radi dobivanja vremena da središnju Bosnu riješe vojnički da bi buduća provincija 10 za njih bila prihvatljivija, što je kako je sada već sasvim sigurno – bez Hrvata u njoj. Međunarodna zajednica blagonaklono je gledala na ofenzivu ABiH na Hrvate središnje Bosne. To potvrđuje i potpuno pasivna promatračka uloga UNPROFOR-a koji se u potpunosti držao po strani sve dok poraz ABiH u ovoj agresiji nije bio sasvim izvjestan,  pa je poduzeo akcije kojom je spašavao vojske Muslimana u situacijama kad su trebali biti vojno potučeni na terenu.
Po Hrvate je spasonosna bila organiziranost i ratno iskustvo. Hrvati su najvećim dijelom koncentrirani dolinom rijeke Lašve ispod Turbeta i do krajnjih granica općine Kreševo, u dužini od preko 80 km, gdje su u nizu naselja s hrvatskom većinom. HVO je ovdje rano organiziran u manje dragovoljačke postrojbe upravo s ciljem da zaštiti ta naselja i prednjačio je u ovom dijelu BiH svojim ustrojem ispred, uglavnom muslimanske, TO. Tek krajem 1992. neposredno pred agresiju ABiH na Hrvate Uskoplja, Busovače i Kiseljaka u općinama Središnje Bosne formiraju se brigade HVO. U njima je bilo već prekaljenih bojovnika koja su prošla pakao Jajca i koji su na crtama prema Srbima stekli prva borbena iskustva. Razmješten uz rodna ognjišta u prirodnom rasporedu, HVO je bio snaga koja je sigurno kontrolirala ovaj prostor i koja je uz svakodnevne životne zadaće uspijevala angažirati dio mladosti koja se razmjestila duž crte prema Srbima dajući im do znanja da se ovdje neće ponoviti scenariji iz nekih drugih prostora u neposrednoj blizini. Vance-Owenov plan Hrvatima je dodijelio ovaj kraj. Na štetu Hrvata, takava odluka nije se očigledno dopala onima koji su se držali lukavo po strani uz filozofiju da ovo nije njihov rat ostavivši Srbima, bez ikakva otpora, brojna mjesta u kojima su bili prirodna većina. Umjesto razmišljanja o suživotu kao izbjeglica, obrani prostora saveznika koji im je pružio utočište i planiranja kako se vratiti u svoj kraj, isplanirali su kako propust nebranjenjem svog kraja namire na račun Hrvata na ovim prostorima.

## Napad u siječnju 1993.
Bošnjački mediji podjarivali su atmosferu. Stvarali su negativni naboj radi obračuna s novim "agresorom" HVO-om u Lašvanskoj regiji i Uskoplju. Plasirali su lažne vijesti o boravku 115. brigade HV i VP HV u OZ SB. Zauzimanje položaja za napad na HVO Uskoplja dovukli su snage s bojišta okrenutih prema četnicima, s Visokog, Ilijaša, Maglaja i Zavidovića. Tzv. Zelena legija dobila je zadaću likvidirati kadrove HVO i izvršiti atentat na g. Ignjaca i zapovjednika OZ Srednja Bosna. Znali su da je elitna brigada HVO A.B. Bušić na bojišnici prema četnicima, što ABIH olakšava posao osvajanja Uskoplja, potpunog poražavanja i razbijanja snaga HVO u Uskoplju. Plasirali su svojem kadru lažnu vijest o navodnom planu HVO djelovanja prema ABIH, gdje je "prva faza Uskoplje i Bugojno, druga N. Travnik i Travnik" i da će taj zemljovid poslati u Ženevu. Slijed događaja bio je da se radilo o planu djelovanja ABIH.
5. siječnja 1993., dan nakon potpisana Vance-Owenova plana zbilja se javna muslimanska provokacija. Skinuli su u Uskoplju hrvatsku zastavu i u nju pucali.
Pripadnici Armije BiH pripremali su napad na HVO ovog područja kopajući rovove okrenute prema HVO-u. Zapovjednik 3. korpusa Armije BiH Envera Hadžihasanovića, također infiltriran od KOS-a, izdao je priopćenje iza kojeg slijedi napad.
10. siječnja 1993. bila je atmosfera zatišja pred buru. Iz mješovitih naselja odlaze „malobrojniji“ i sklanjaju se među „svoje“, a premda gotovo do skore prošlosti nisu vidjeli međusobnu različitost.
Napetosti su sve veće i u noći 10. i 11. siječnja 1993. godine ABiH izvršila je agresiju na hrvatski dio grada, na Uskoplje. 305. i 317. brdsko-planinska brigada Trećeg korpusa ABiH-a, pod zapovjedništvom Fahrudina Agića napadaju snage HVO-a u Uskoplju. Cilj napada je dvostruk, presijecanje puta prema Novom Travniku na sjever i Rami/Prozoru na jugoistok, kako bi se „zatvorila" srednja Bosna i, ako se ukažu mogućnosti, krenuti u spajanje sa snagama ABiH u dolini Neretve. Odsijecanjem srednjobosanske bojišnice presijecanjem opskrbnog pravca Diamond – „puta spasa“ ostvaruju su preduvjeti za drugu fazu tog cilja, napad na opkoljene Hrvate u dolinama Lašve, Lepenice i Kozice i dovođenje u bezizlazan položaj. Pri tome bi kontinuiranom agresijom kod Uskoplja ABiH spriječila pomoć Hrvatima središnje Bosne iz drugih dijelova Herceg Bosne. ABiH nemilice pali kuće i gospodarske objekte, zarobljuju vojnike i odvode hrvatske civile. Kod Hrvata su se takve akcije javile tek kad su doznali za velike zločine nad Hrvatima. Bošnjačka vojska nemilice granatira hrvatski dio grada, a hrvatska strana uzvraća. Grad gori, borbe bijesne. 
11. siječnja bilo je riskantno ići ka Uskoplju. Cesta kraj Duratbegovića Doca bila je gotovo brisani prostor. Sukob je izbio u predvečerje. Kontraobavještajna služba KOS izvrsno je obavila svoj posao: Srbi su naizmjence granatiraju hrvatska i muslimanska sela da bi kod obaju stvorila dojam još žešćeg napada, ne bi li tako još više međusobno zavadili Hrvate i Muslimane.
Uskoplje su branili dijelovi brigade Ante Starčević, postrojbe podčinjene zapovjedniku Operativne zone Sjeverozapadna Hercegovina (OZSH) Željku Šiljegu. U samom gradu bilo je oko tri stotine boraca HVO-a, u okolici još oko dvije tisuće, potpomognutih s oko sedamdeset vojnih policajaca HVO-a i s približno 150 pripadnika postrojbe za posebne namjene Bruno Bušić.
12. siječnja Uskoplje je pretvoreno u krtičnjak, iz podzemnih kanala mudžahedini pucaju na sve što se kreće. U poslijepodnevnim satima Muslimani su topništvom napali hrvatsko selo Trnovaču te cijelo područje općine. Nastavljena su granatiranja hrvatskih naselja te izvršen pješački napad na Pajić Polje, a zapaljeno pet hrvatskih kuća u Lužanima kojeg su muslimanske snage zauzele. Osim pješačkog naoružanja muslimanske snage napadaju minobacačima od 60, 82 i 120 mm te bestrzajnim topom. Uspostavlja se crta sukoba duga 45 km što za malobrojniji HVO predstavlja veliki problem. Nakon početnih borbi, Muslimani preuzimaju položaje na okolnim brdima, a lokalne snage HVO-a, nemajući dovoljno ljudstva da održavaju povezanu crtu obrane, uspostavljaju lanac uporišta duž crte na ključnom prostoru nasuprot Muslimanima na uzvisinama. 
Među ključnim uporištima HVO-a bio je prolaz na cesti između Uskoplja i Rame preko Uzričja kojim su ovladali vojni policajci brigade Rama koji su stigli u pomoć shvativši da je Uskoplje samo privremeni cilj na putu do njihovog grada.
12. siječnja Armija BiH napala je hrvatsko selo Lužane i počinila pokolj nad Hrvatima, kad je ubijeno i masakrirano više desetina hrvatskih civila i branitelja. Pripadnici HVO-a su uzvratili na napade, i u borbama su poginula 64 pripadnika HVO-a, a 19 ih je ranjeno. ABiH je pokušala zauzeti Pavić Polje, Vilić Polje, Ploče i Trnovaču, hrvatska sela uz prometnicu prema Bugojnu. U napadima pale sve do čega su stigli, a ubili su i masakrirali više civila. ABiH je napala radi ovladavanja prometnicom koja od Tomislavgrada vodi u Srednju Bosnu. Borba se 12. siječnja rasplamsala, muslimanski snajperisti djeluju po gradu.
13. siječnja 1993 godine snage A BiH u Uskoplju, pojačane s 305. brdskom brigadom su nastojale ovladati svim kotama iznad Uskoplja kao i samim gradom.Popodne su uspjeli ovladati Relejom i Partizanskim grobljem. Brigada „Uskoplje“ pojačana satnijom „Bušića“ uspjeva odbaciti bošnjačke snage s Partizanskog groblja. Nakon toga borbe u gradu zamiru a A BiH sve snage baca u pokušaj da zauzme Pajić Polje, selo većinski nastanjeno Hrvatima koje su okruživala sela s bošnjačkom većinom. Gubitak Pajić Polja bi dovelo u pitanje obranu Uskoplja zbog spajanja bošnjačkih snaga. Selo je bilo u okruženju i blokadi. S dva priručna oklopna vozila, to jest s autobusom na koji su navarene željezne ploče bojna „Bušića“ „Zvonko Krajina“ kreće u deblokadu. Vozilo je pogođeno iz ručnog raketnog bacača u proboju barikade kod sela Duratbegov Dolac. Unatoč tomu „Bušići” se probijaju a od njih 20 ranjeno ih je sedam. Do noći su vratili cijelu crtu obrane sela u ruke HVO-a a u danima koji su slijedili bili su interventna postrojba u okruženom selu sve do početka veljače kada je selo deblokirano. Istovremeno dijelovi „Bušića“ sudjelovali su u borbama u gradu i okolici. Između ostaloga držali su iznimno važnu kotu Rajci. Koliko je ova kota bila bitna za A BiH govori podatak da su napadi na nju vršeni svakodnevno, nekada i dva puta u istom danu. „Bušići“su je držali 38 dana bez smjene a rovovi su bili tako blizu da su se dobacivali ručnim bombama. Muslimani nisu dali tijelo ubijenih hrvatskih vojnika ubijenih kod Duratbegova Doca, nego tek 27. siječnja. Putovanja u okolici Bugojna prema Uskoplju nesigurna su zbog zasjeda.
14. siječnja zapovjedništva HVO-a i Armije BiH izdala su zajedničko priopćenje o želji za suradnjom protiv zajedničkog agresora te za što veću suradnju Hrvata i Muslimana u Bugojnu i susjednim općinama. Nazire se da sukobi Hrvata i Muslimana neće biti lokalnog karaktera, jer Muslimani žele ovladati komunikacijama, posebno Makljenom, čime bi Hrvatima Srednje Bosne presjekli moguću odstupnica iz okruženja. Padom Makljena i Raduškog kamena, a uz već zauzeti Konjic i Jablanicu zatvorili bi Hrvatima „Put spasa“ preko Vran planine.
15. siječnja ministar obrane u Vladi BiH Božo Rajić izdao neobičnu zapovijed: sve postrojbe na prostorima koje kontrolira Armija BiH, Glavnoj komandi Armije BiH, a koje kontrolira HVO, Glavnom stožeru HVO-a, a koje kontrolira srpska vojska podrede agresoru, Srbima. Proturječno, jer postojala je odluka Predsjedništva BiH da Armija BiH i HVO ratuju protiv zajedničkog neprijatelja pod vrhovnim zapovjedništvom Predsjedništva.
Pored pokušaja da se dođe do primirja sukob se još više rasplamsava, u Bugojnu i drugim gradovima i po selima muslimanski vojnici se otvoreno ukopavaju i u HVO-u shvaćaju da ovo nije nikakvi izolirani izgred, nego uvod u pravi rat. Glavni stožer OZSB-a zbog toga naređuje 16. siječnja svim postrojbama podići borbenu spremnost na najvišu razinu, uključujući i zabranu svih dopusta, prikupljanje i raspoređivanje privatnog oružja, razoružavanje i izolaciju Muslimana u redovima HVO-a u slučaju neposluha i jačanje sigurnosnih mjera u pojedinim hrvatskim selima unutar Operativne zone.
Podmukao, neočekivan napad ABiH je unio prvu pomutnju u redove HVO ali već 17. siječnja u selu Krupa muslimanske snage predale su oružje HVO-u. No, u selu Bistrici je 17. siječnja 1993. godine bošnjački agresor ubio Hrvaticu, a druga dva civila Hrvata odvedeni su u drugi dio sela i ubili, kuće im zapalili i do temelja uništili. Leševe im je otkrio dva tjedan poslije jedan drugi hrvatski civil koji je ubijen istog dana iz muslimansko-bošnjačkog snajpera. UNPROFOR je preuzeo leševe i obdukcijom ustvrdio da su leševi izmasakrirani. Isti dan se muslimanski vojnici otvoreno ukopavaju u Bugojnu.
18. siječnja HVO je poduzeo protunapad da bi razbio pritisak ABiH. Poslije je na Haaškom sudu tužiteljstvo i većina u vijeću okarakterizirala kao napad kao "početak realizacija prvog vida t.zv. UZP-a", premda je to bila ograničena vojna operaciji HVO-a prema selima Uzričje i Hrasnica (evakuirane samovoljno ili uz asistenciju Armije BiH), Ždrimci (naseljena Hrvatima) i Duša. Tijekom ove akcije zbio se događaj koji su na sudu pokušali natovariti HVO-u, no nije dokazano da je uopće to HVO učinio. U selu Duša pogodila je granata kuću u vlasništvu lokalnog muslimanskog zapovjednika u koju se sklonilo 7 civila. Dokazalo se da je iz neposredne blizine te kuće djelovano po HVO-u, a oni koji su toj skupini civila rekli da se sklone u tu kuću napravili su od njih legitimne mete tj. kolateralne žrtve legalnog vojnog napada. Nijedan muslimanski civil u preostala tri sela nije stradao. Od 50 sela u uskopaljskoj općini HVO je napao tek 4 sela.
18. siječnja Reuters je izvijestio o oštrim topničkim sukobima i borbama pješačkim oružjem Hrvata i Muslimana u Uskoplju. KOS-ov čovjek i sudionik velikosrpske agresije na Hrvatsku 1992., zapovjednik Armije BiH Sefer Halilović povukao novi potez na neutraliziranju svih Muslimana koji su bili stvarni hrvatski saveznici i koji nisu htjeli napasti Hrvate. Zabranio je svojim postrojbama na područjima pod hrvatskom kontrolom prijeći pod hrvatsko zapovjedništvo. Žestoke borbe u Uskoplju čule su se do Bugojna, i zvučalo je kao da djeluju VBR-ovi. Muslimanski radio iz Sarajeva okrivio je Hrvate za sve.
Muslimanske snage predaju HVO-u oružje 18. i 19. siječnja u selu Ždrimci nakon što je HVO ovladao selom Hrasnica i Relejom, dobro utvrđenim, jednim od najjačih uporišta muslimanskih snaga, šest mjeseci pripremanim rovovima. Za to vrijeme srpske snage iz pravca Kupresa nekoliko puta gađaju Ramu i hrvatske položaje u Uskoplju da bi Muslimani 19. siječnja u rajonu Skrte - Skrtsko Brdo napustili prve crte obrane prema Srbima. Najjače snage brigade Ante Starčević – I bojna ostaju na tt 900 Strožica prema Srbima. Upravo su one osujetile jednu srpsku diverzantsku grupu koja je pokušala izvršiti napad na Raduški kamen. Dva srpska vojnika su izbačena iz stroja.
Nakon neuspjeha kod Krupe i Ždrimaca gdje su prvi muslimanski vojnici predali oružje HVO-u, ABiH je plan o protjerivanju Hrvata iz središnje Bosne nastavila 19. siječnja, kad su dijelovi Trećega korpusa postavili nadzornu točku kod Kaćuna, na cesti Busovača - Kiseljak. Ne uspjevši poraziti Hrvate kod Uskoplja pregrupira snage uz dodatnu mobilizaciju 3. korpusa u Zenici, regrutiravši čak i 16-godišnjake, koja je činila ogromnu brojčanu prevagu na strani Muslimana. Budući da su ocijenili da definitivno ne mogu preko Makljena i Rame spojiti snage Trećeg i Četvrtog korpusa ABiH, prešli su na pričuvni plan B. Plan B je bio udar na prostor u središnjoj Bosni kojeg Hrvati najteže mogu obraniti. To je prostor na spoju čak 5 općina - Busovača, Kakanj, Visoko, Kiseljak i Fojnica, „najslabija karika“ u hrvatskoj obrani ovdje je i raskrižje putova, strateško raskrižje kojim se ne samo kontroliraju važne prometnice nego se njegovim stavljanjem pod kontrolu razdvajaju hrvatski prostori u dolini Lašve i onaj u dolini Lepenice. Razdvojene postrojbe HVO-a na taj način znatno gube snagu u zajedničkom djelovanju i prednosti središnjeg zapovijedanja i vođenja oružane borbe.
Očigledno po dobro pripremljenom scenariju, jednako iznenađujuće, ABiH tjedan poslije početka napada na Uskoplje, 19. siječnja s istog prostora ABiH napada Kaćune između Busovače i Kiseljaka te otvara novi front te su svi dogovori kod Uskoplja s muslimanske snage ispali obična farsa jer ovdje moraju zapriječiti svaki prolaz prema Novom Travniku i dalje u unutrašnjost. U susjednoj općini Busovača istog dana pripadnici ABiH masakrirali su pet hrvatski staraca u selu Gusti Grab. Snage 310. brdsko-planinske brigade Fojnica pod zapovjedništvom Nihada Kamenjaša, jačine bataljuna bile su u pričuvi i uglavnom osiguravale logističku potporu na pravcu Uskoplje/Jablanica/-Fojnica-Kaćuni-Zenica i bile u spremnosti za interveniranje u rajonu Kaćuni. Iznenadni napad kod Uskoplja pratio je napad na putni pravac Busovača – Kiseljak kada su kod Kaćuna odsjekli postrojbe HVO-a u dvije enklave s ciljem da umanje njihovu obrambenu sposobnost a onda ih i konačno poraze.
Sastanak predstavnika HVO i ABiH na kojemu je dogovoreno zadržavanje dostignutih crta, otvaranje vatre u slučaju napada druge strane te da se svaki pokret neutralizira vatrom dogovoren je 21. siječnja. ABiH se nije držala dogovora. Usprsko zabilježenim ogromnim gubitcima ABiH nastavlja borbena djelovanja u Pajić Polju, Duratbegovu Docu, Vrsima, Malom Seocetu, Gornjem Polju, Bistrici i samom gradu. 
22. siječnja Fojnicu, s druge strane Vranice. U stožeru Operativne zone HVO Središnja Bosna, kojom zapovijeda pukovnik Tihomir Blaškić, jednako su iznenađeni razvojem događaja ali i odlučni da se obrane.
22. siječnja 1993. ministar obrane BiH Božo Rajić nadobudno, kako se poslije pokazalo, izjavio Hrvatskoj televiziji da su sukobi između postrojbi HVO i Armije BiH oko Uskoplja uglavnom privedeni kraju. Hrvati su tad naivno vjerovali vodstvu bošnjačkog saveznika. U priopćenju Odjela unutarnjih poslova HVO Herceg-Bosne najavili su da će dosljedno ustrajati na kadrovskom popunjavanju službi pripadnicima muslimanskog i hrvatskog naroda, a na zagrebačkoj konferenciji za tisak Mate Bobana i Mile Akmadžića rečeno je da bosansku državu tek treba stvoriti.
23. siječnja borbe su bile prema pravcu Bugojna, kod Duratbegovića Doca, gdje je bilo poginulih.
Dana 23. siječnja načelniku GS HVO Mostar upućuju izvanredno izvješće s novim saznanjima oko događaja u Uskoplju iz kojeg se vidi da raspolažu informacijama da je sve isplanirano u stožeru ABiH u Sarajevu i na Igmanu a operativno je razrađeno u Zenici od Envera Hadžihasanovića, Vehbije Karića i Refika Lende. Naglašava se da je podmukli plan usmjeren prema Ženevi s ciljem da se optuže Hrvati i HVO. Zbog toga Alija Izetbegović i nije potpisao Vance-Owenov plan očekujući promjene stanja na terenu. GS HVO Mostar su iz HVO Srednje Bosne upozorili na pregrupiranje i popunu postrojbi kod srpskih snaga „koji samo čekaju napadno djelovanje muslimanskih snaga, pa da uzmu ono što su zacrtali“. 
Sukobi se nastavljaju, broj poginulih svakim danom se uvećava. Primirja se potpisuju ali mira nigdje. Koliko još žrtava treba da padne da bi se zaustavio rat dojučerašnjih saveznika? Nedjelja 24. siječnja kod Uskoplja je posebno krvava i ostat će zapamćena po brutalnosti ABiH. Odnijela je sedam mladih života u redovima HVO. Poginuo je i bojnik Jure - Jürgen Schmidt, pomoćnik zapovjednika OZSH, 27. žrtva u redovima HVO od početka sukoba u Uskoplju siječnja 1993. godine. Muslimani uključuju sve svoje snage ali ne uspijevaju zauzeti Uskoplje i ovaj dio Herceg Bosne. Bošnjačka nezahvalnost na djelu. Prvi bojnik Schmidt je u Kopčiću s džamije skinuo srpsku zastavu i prvi stručno minirao crtu razdvajanja sa Srbima, također u Kopčiću.
Kako ni i u dolinama Lašve, Kozice i Lepenice, kod Busovače i Kiseljaka ABiH ne uspijeva ostvariti planirani cilj – iznenadnim udarom poraziti Hrvate pred konačne političke dogovore u Ženevi, primirje se od 26. siječnja počinje poštovati a dio dogovora počeo se ostvarivati. Prva navala ABiH na Uskoplje završila je tog dana.  Charles R. Shrader u svojoj knjizi Muslimansko-hrvatski građanski rat u srednjoj Bosni, ovu ofenzivu ABiH naziva probnom, sračunatom s ciljem da se testira snaga i odlučnost HVO-a. Novi dokazi, koji su se pojavili sedam godina nakon njegove analize, govore da je ovo bio stvarni početak rata između dojučerašnjih saveznika.
Načelnik Informativne službe sigurnosti sjeverozapadne Hercegovine Drago Banović prenio je 25. siječnja 1993. informaciju da su Muslimani iz Jajca i Zenice dovedeni su na prijevaru u Uskoplje, jer im je rečeno da će se boriti protiv četnika, kada su shvatili da se trebaju tući s Hrvatima, otkazali su poslušnost. U Uskoplju su isti dan predstavnici HVO i Armije BiH u nazočnosti predstavnika UNPROFOR-a dogovorili prestanak sukoba.
Nakon neuspjeha ofenzive na Uskoplje, ključnu točku za nadzor srednje Bosne, ABiH prebacila je postrojbe na drugu lokaciju i napala Busovaču i Kiseljak 25. siječnja. Dan poslije potpisala je primirje. Kako i prije, bošnjačka strana nije se držala potpisanog i već istog dana u Dusini u Lašvanskoj dolini otet je zapovjednik HVO-a, a 4 od 5 njegovih pratilaca je ubijeno, nekoliko sela (Višnjica, Lašva, Dusina…) etnički očišćeno, prognano je više od 3.000, a dio civila je korišten kao živi vojni štit. Napad na Dusinu i uništavanje hrvatskih sela i protjerivanje Hrvata s busovačkog područja počinili su pripadnici 7. muslimanske brigade ABiH. Alija Izetbegović bio je počasni zapovjednik te brigade.
Agresija se nakon neuspjeha kod Uskoplja samo premjestila na drugo mjesto. Patriotska liga je u Zenici napadala zenička sela: Lašvu, Brdo, Višnjicu i Rajiće. Bilo je mrtvih, a kuće su zapalili.
Nakon siječanjskih borbi u četiri sela koje je napao HVO nije više bilo sukoba sve do travnja.

### Srpska uloga u siječanjskoj ofanzivi ABiH
Tijekom siječnja 1993. Srbi stalno napadaju na travničkom bojištu, kao i na bugojanskom, uskopaljskom, novotravničkom te novo-šeherskom. Srbi gađaju civilne ciljeve u Travniku, Maglaju i Novom Šeheru... Za Travnik su najteži dani bili 9. i 21. siječnja. Zanimljivo je dnevno obavještajno izvješće VOS HVO broj 158 od 31. siječnja. U njemu stoji da ABiH u selu Batuša u uskopaljskoj općini ima u sastavu dvojicu četnika iz Jajca koji su glavni egzekutori kažnjavanja Hrvata i svjesno otežavaju odnose Hrvata i Muslimana. Muslimanska propaganda sve do današnjih dana bavi se isključivo ratnom suradnjom Hrvata i Srba, optužujući Hrvate za tobožnju izdaju Jajca, upravo iz tog grada svjesno su infiltrirane brojne srpske snage u ABiH u suradnji s KOS-om u njenim redovima. Koristeći pomutnju u odlasku iz tog grada u siječanjskim i kasnijim događajima na prostorima središnje Bosne odigrali su svoju prljavu ulogu.

### Kraj siječanjskog rata
Nakon neuspjeha kod Uskoplja, bošnjačko vodstvo je preusmjerilo resurse prema susjednim hrvatskim krajevima Srednje Bosne. Odnos vojničkih snaga u siječanjskom ratu kod Busovače bio 17:1 u korist ABiH. Napadno djelovanje ABiH trajalo je neprekidno 10 dana i noći. I pored toga upornom obranom Hrvati Busovače su uspjeli u najvećem dijelu sačuvati pradjedovska ognjišta od bošnjačke agresije. Naknadno je otkriveno da je cilj ABiH bio zauzeti Busovaču i spojiti se sa snagama iz Visokog, te produžiti borbenim djelovanjima prema Kiseljaku i Kreševu. Nakon toga je 305. brigada trebala ovladati Fojnicom a ostatak Hrvata središnje Bosne iz Viteza, Novog Travnika i Travnika, prema tim pretpostavkama, predao bi se i sam. Poslije toga je nestrpljivom Aliji u Ženevu trebalo poslati nove mape kao prilog za korigirani Vance-Owenov plan. Uspjeh hrvatske obrane u Uskoplju, Kiseljači, Busovači i drugdje na tom potezu natjeralo je bošnjačkog agresora da ustukne. Zapovjedništvo 3. korpusa ABiH suočilo se s ogromnim gubitcima u vlastitim redovima. Procjene idu dotle da je ABiH u siječanjskom ratu od Uskoplja do Kiseljaka izgubila između tri i pet tisuća vojnika. Pritisnuta ratnim neuspjehom, krajem siječnja donijela je zapovijed o prekidu borbi i pregovorima s HVO praktično priznajući privremeni poraz ideje o zauzimanju središnje Bosne i protjerivanju Hrvata s ovih prostora. Tome je doprinijela i snažna diplomatska ofenziva Zagreba. Izvjesno je da je netko za ovu akciju Bošnjacima-Muslimanima dao rok do kojeg smiju pokušati obaviti prljavu osvajačku akciju. Neuspjehom u akciji koja se rastegnula cijeli mjesec, premda su imali element iznenađenja napadom na saveznika koji je imao puno povjerenje u njih, premda su imali brojčanu nadmoć, izoliranost protivnika, logističku ograničenost protivnika, vojne tvornice pod svojim nadzorom, diskretnu terensku pomoć tobože neutralnog unprofora i promatrača, potporu trećeg ratnog protivnika - Srba s kojima su očigledno bili u dogovoru (nenapadanje nezaštićenih položaja, topnička potpora, prodaja streljiva), diplomatsku potporu, potporu međunarodnih medija, nisu uspjeli.
Oporavljajući se od ogromnih gubitaka, sigurno najvećih u cijelom ratu od 1992. – 1995., ABiH će se spremati za sljedeću priliku. Neće to biti protiv srpskih snaga jer je registriran prestanak njihovih međusobnih sukoba i povlačenja snaga ABiH s visočkog, maglajskog, zavidovićkog i ilijaškog ratišta, što je potvrdilo sumnje na srpsko-muslimanski dogovor.
Primirja u Uskoplju nisu bila potpuna, nego samo na papiru. Očito je da sukobi u srednjoj Bosni nisu lokalni, nego dirigirani iz središta moći, iz kabineta u Sarajevu.
Franjo Tuđman se 27. siječnja 1993. zbog tog sukoba pismom obratio Aliji Izetbegoviću. Ponukani ovim Tuđmanovim pismom u Ženevi istog dana predsjednik Predsjedništva BiH Alija Izetbegović i predsjednik HZ HB Mate Boban potpisuju zajedničku izjavu o trenutnom prekidu sukoba između Armije BiH i HVO. Nakon primirja 31. siječnja definitivno se uviđa da su Muslimani dugo pripremali agresiju na Hrvate, a iskopani i betonirani rovovi u selu Kadića strana nedvojbeno svjedoče tome u prilog.

## Veljača - lipanj 1993.
Radi prekida sukoba svećenici Lepenice poslali su pismo javnosti u kojem su osudili hrvatsko-muslimanske sukobe i pozvali na mir.
Dana 5. veljače 1993. godine granatiran je i spaljen Dom sv. Ante Padovanskog koji je izgorio. Mučki su ubili pet mladih hrvatskih vojnika. 
7. veljače u selu Bojska muslimanske snage ubile su više hrvatskih civila i silovali dvije žene. Dvoje civila su ubili odmah, a drugo dvoje sklonilo se u jednu kuću, gdje su ih 21. veljače pronašli i ubili, a tijela masakrirali.
Travnja 1993. sa svojim zemljakom iz Sandžaka Ejupom Ganićem, sutvorac projekta istjerivanja Hrvata nazočio je na sastanku održanom u prostorijama Željezare Zenica. Od Envera Hadžihasanovića i vrha III. korpusa Armije BiH zatražio je neodgodivi napad na HVO, što je i bilo.
16. svibnja 1993. u Konjicu i Jablanici stanje je i dalje bilo dramatično, a Armija BiH napala je Uskoplje. 17. svibnja muslimanske snage i dalje napadaju te prestrojavaju svoje snage na području Konjica, Jablanice i Uskoplja.
16. lipnja 1993. Ured obrane HVO-a Uskoplja je zbog učestalih napada muslimanskih snaga na području HZ Herceg-Bosne izdao proglas općoj javnoj mobilizaciji.

## Napad u srpnju 1993.
Do novog žestokog sukoba između HVO-a i Armije BiH u Uskoplju došlo je 4. i 5. srpnja 1993. godine, kada su spaljena hrvatska sela Rostovo i Sebešić, a potom su se od Hrvata počela čistiti sela Milići, Ponir, Krupa, Bistrica, Batuša i Pajić Polje. Svi Hrvati iz navedenih sela su protjerani, a neki su i ubijeni. Sva imovina Hrvata je popljačkana ili je spaljena.
13. srpnja bojne Posušje i Široki Brijeg brigade Ante Bruno Bušić bile su na putu za Uskoplje, no zbog napada bošnjačkih snaga na Dubravsku visoravan izravnog ugrožavanja prometnice Mostar - Čapljina i okruživanja snaga HVO-a na Gubavici, bojnama je zapovijeđeno vratiti se i deblokirati Gubavicu.
Novu kampanju osvajanja doline Vrbasa A BiH poduzela je 19. srpnja napadom na HVO Bugojna. Brigada HVO Ante Bruno Bušić stiže 20. srpnja i zauzimaju položaj Raduški kamen-Oglavak.
24. srpnja 1993. muslimanska vojska započela s novim napadima u srednjoj Bosni na postrojbe HVO-a. Napala je postrojbe HVO u Uskoplju i Gračanici. Isti dan u Fojnici su Muslimani ubili 32 Hrvata, a zatočili njih 212.
2. kolovoza počinje vraćanje položaja u Uskoplju gdje postrojbe HVO-a, među kojima su bili i „Bušići“ vraćaju položaje u gradu, Podovima, Voljicama, Podgrađu, Vilić Polju i Rajcima. Bojne Posušje, Široki Brijeg i Livno dolaze u selo Dobrošin koje postaje šesti od osam sektora obrane i za njegovu obranu se zadužuju ove tri bojne Pukovnije. Bojna „Zvonko Krajina” je djelovala uglavnom u gradu i okolici. Osim što su čuvali svoje položaje pripadnici Pukovnije stalno slani na ispomoć i intervencije u druge sektore.
Cilj A BiH je bio zauzeti na prepad dominantne kote a zatim ih dovođenjem svježih snaga utvrditi.HVO-u je bilo važno što prije vratiti izgubljene položaje. U tom poslu malobrojna Pukovnija je pokazala da joj nema premca. Položaje koje su „Bušići“ držali A BiH nije mogla uzeti, a interventne skupine „Bušića“ su uspijevale vratiti većinu položaja koje su izgubile druge postrojbe. „Pukovnija Ante Bruno Bušić bila je najstabilnija postrojba na Uskopaljsko-Ramskom bojištu, pomagala je svakoj postrojbi, neprekidno je aktivno djelovala, ni od koga nije tražila pomoć, sama je mogla brinuti o sebi, 25% ljudstva smjenjuju a 75% je neprekidno na položajima“.
Samo u rujnu „Bušići” su vratili izgubljene položaje na koti Stublić na Mačkovcu, Galečici, Rajcima i Hrasnici.
13. studenoga je počela operacija HVO-a „Buna“. „Bušići” su bili već na izmaku snaga ali su unatoč tomu 16. studenog ovladali Šuginim Barama a 17. studenog vodili jake borbe s puno nadmoćnijim bošnjačkim snagama u Šarića stajama.

## Napad u prosincu 1993.
Velika ofenziva A BiH na cijelom području Uskoplja je krenula 22. prosinca. Druga bojna je 23. prosinca vratila izgubljeni položaj Vedrine a dan kasnije su „Bušići“ razbili A BiH kada je napala na pravcima Seoca-Vedrina i Dobrošin-Škarina Glava.

## 1994.
22. prosinca 1993. vraćao se humanitarni konvoj Bijeli put za Novu Bilu i Bosnu Srebrenu iz Nove Bile. Pri izlasku konvoja iz Uskoplja i prolazeći posljednje kuće, pred vozila su iz obližnjih kuća istrčali ljudi u maskirnim odorama s oznakama Armije BiH i rafalno pucali iz automatskog oružja po kamionskim kabinama. Ubili su vozača iz Splita i ranili još tri sudionika Bijelog puta.
U siječnju su bili u tijeku mirovni pregovori u Bonnu. Unatoč njima, Muslimani se nisu držali mirovnih nastojanja, nego su 10. siječnja 1994. žestoko napali područje Buhinih kuća, koje su htjeli zauzeti da bi uspostavili izravnu svezu Zenice i Uskoplja. Žestoko su napali Polje i Novo Polje da bi presjekli komunikaciju između hrvatskih mjesta Novog Travnika i Nove Bile.
Na prometnici od Uskoplja prema Trnovači 31. siječnja 1994. muslimanska je vojska spriječila nastavak puta humanitarnog konvoja za Hrvate u Bugojnu otvaranjem tenkovske i minobacačke paljbe na civilni konvoj. Istog dana britanski bataljun UN-a opovrgnuo je lažnu vijest plasiranu u svjetske medije o navodnom masakru u muslimanskom selu Here kod Prozora, za koji je bio optužen HVO. U zapadnom dijelu Mostara održana je komemoracija u povodu tragične smrti trojice talijanskih novinara: Marca Luchetta, Alessandra Ota i Darija D'Angela, koji su ubijeni u istočnom dijelu Mostara 28. siječnja ove godine.
5. veljače 1994. Armija BiH ponovno napala Busovaču i Gornji Vakuf.
14. veljače 1994. predstavnici HVO i Armije BiH dogovorili su u Uskoplju nove točke sporazuma o primirju, po kojima bi se obje vojske počele povlačiti od 15. veljače u 8 sati.
24. veljače 1994., samo dan prije stupanja na snagu primirja muslimanske su snage nastavile žestok napad na Vitez i Uskoplje.
25. ožujka 1994. u Uskoplju su predstavnik HVO-a pukovnik Franjković i Armije BiH brigadir Fikret Muslimović potpisali sporazume o sprječavanju djelovanja snajperista i o slobodi kretanja srednjobosanskim prometnicama.
U sukobu između dvije vojske bilo je mnogo ranjenih i ubijenih, sela su spaljena, domovi opljačkani, narod je bježao. Uskoplje je bilo podijeljeni grad. Na siloviti bošnjački napad, uskopaljski HVO je snažno odgovorio te je zadržao jednu polovicu grada. Taj dio grada pod kontrolom HVO-a zove se Uskoplje, po starom nazivu, a pod nadzorom Armije BiH Gornji Vakuf, a to je naziv grada poslije osmanlijske okupacije Bosne i Hercegovine.

## Vanjske poveznice
- Portal Hrvata Bosne i Hercegovine 4. kolovoz 1993. – dan kada je zaustavljen zločinački pohod ABiH Skopljanskom dolinom (1), 4. kolovoza 2010.
- Portal Hrvata Bosne i Hercegovine 4. kolovoz 1993. – dan kada je zaustavljen zločinački pohod ABiH Skopljanskom dolinom (2), 11. kolovoza 2010.
- Portal Hrvata Bosne i Hercegovine 4. kolovoz 1993. – dan kada je zaustavljen zločinački pohod ABiH Skopljanskom dolinom (3), 21. kolovoza 2010.